# Hospital Pediátrico Concejal Mary Gervasoni
El Hospital Pediátrico Cjal. María Gervasoni fue un nosocomio destinado a la guardia pediátrica (24 horas). Ubicado en la localidad de Grand Bourg del partido Malvinas Argentinas. Se estima que se atendieron por día unos 500 pacientes.
El edificio estaba ubicado en Luis Vernet 1469, a pocas cuadras de la estación de trenes.
Estuvo dotado con un centro de prehospitalización y unidades de rehidratación (estacional).
Dentro del hospital se llevó a cabo un proyecto llamado "Medicina para el alma", el cual junto con el apoyo de la Secretaría de Salud, propuso actividades lúdicas que sirvieron de sostén emocional para los pacientes allí internados; en el que participaron médicos, enfermeros y demás personal de la institución.[cita requerida]
Fue clausurado a inicios del año 2012 dada la inauguración del Hospital Central de Pediatría "Dr. Claudio Zin" ubicado en la Localidad de Ing. Pablo Nogués, el cual pasó a ser el principal Hospital Pediátrico del Municipio de Malvinas Argentinas. Corrió la misma suerte que el Hospital Materno Infantil Mohibe Akil de Menem.

Se encontraron casos de negligencia médica en este Hospital por lo que también se cree que fue una de las causas de su cierre.

## Especialidades
- Alergología
- Anatomía Patológica
- Cardiología
- Cirugía
- Demonología
- Kinesiología
- Neumonología
- Neurología
- Nutrición
- Odontología
- Pediatría
- Reumatología
- Traumatología
- Urología

Además posee servicios anexos de: Radiología, Laboratorio, Hemoterapia y Vacunatorio.